# OFTA de Kribi
Maillots
Actualités
L’Océan Football Training Association, plus couramment abrégé en OFTA de Kribi, est un club camerounais  de football fondé en 2002 et basé dans la ville de Kribi, dans le département de l'Océan.

## Histoire
Le club est fondé par son président Elvis Silas Bouelle en 2002.
En 2018, grâce à sa victoire au tournoi interpoules de Bertoua, il est promu en Elite Two pour la saison 2019. Il se classe 5e de la 2e division camerounaise en 2019.
Le club est promu en 2021 en championnat national Elite One.
Il est relégué en Elite Two après la saison 2021-2022 en 1re division.

## Palmarès
| Compétitions nationales                                |
| ------------------------------------------------------ |
| - Championnat du Cameroun D2 : - Vice-champion : 2021. |

## Personnalités du club

### Présidents du club
- Elvis Silas Bouelle (2002 - )

### Entraîneurs du club
- Jean-Baptiste Batam